# Lijst van rijksmonumenten in Nieuwe Niedorp
De plaats Nieuwe Niedorp telt 10 inschrijvingen in het rijksmonumentenregister. Hieronder een overzicht.
| Object | Oorspronkelijke functie?  | Bouwjaar                | Architect            | Locatie             | Coördinaten?                  | Nr.?   | Afbeelding |
| --- | ------------------------- | ----------------------- | -------------------- | ------------------- | ----------------------------- | ------ | --- |
| Dorpsstraat 121. Pand onder zadeldak tussen topgevels; houten topgevelbeschieting aan de voorzijde. Linker zijgevel gedicht met gepotdekselde delen; zesruitsschuifvensters, geprofileerde houten consoles; langs de rechterzijgevel een aanbouw onder lessenaarsdak | Werk-woonhuis             | 17e-18e eeuw            |                      | Dorpsstraat 121     | 52° 44' 23" NB, 4° 53' 54" OL | 30383  | Dorpsstraat 121. Pand onder zadeldak tussen topgevels; houten topgevelbeschieting aan de voorzijde. Linker zijgevel gedicht met gepotdekselde delen; zesruitsschuifvensters, geprofileerde houten consoles; langs de rechterzijgevel een aanbouw onder lessenaarsdak |
| Toren van de Fenixkerk. Toren van drie geledingen; de zijden verlevendigd door geprofileerde spitsboognissen; de bovenste geleding afgesloten door een spitsboogfries met gebeeldhouwde kraagstenen; achtzijdige spits                                               | Kerk en kerkonderdeel     | 13e tot en met 15e eeuw |                      | Dorpsstraat bij 179 | 52° 44' 15" NB, 4° 53' 38" OL | 30384  | Meer afbeeldingen |
| Twee rijen grafzerken, op het oude kerkhof bij de ingang van de moderne kerk | Begraafplaats en -onderdl | 15e-18e eeuw            |                      | Dorpsstraat bij 179 | 52° 44' 15" NB, 4° 53' 39" OL | 30385  | Twee rijen grafzerken, op het oude kerkhof bij de ingang van de moderne kerk |
| Dorpsstraat 116. Verdiepingloos pand onder zadeldak; voorgevel met rijk versierde houten top. Houten zijgevel met twee ingangen. Negenruitsschuifvensters | Woonhuis                  | 1686                    |                      | Dorpsstraat 116     | 52° 44' 17" NB, 4° 53' 38" OL | 30386  | Meer afbeeldingen |
| De Westermolen | Industrie- en poldermolen | 1854                    |                      | Oosterweg 6         | 52° 44' 43" NB, 4° 53' 32" OL | 30387  | Meer afbeeldingen |
| Schutsluisje bij de Oosterweg. Jaartalsteen in cartouche. | Waterkering en -doorlaat  | 1684                    |                      | Dorpsstraat bij 44  | 52° 44' 29" NB, 4° 54' 2" OL  | 30388  | Schutsluisje bij de Oosterweg. Jaartalsteen in cartouche. |
| Dorpsstraat 78. Boerderij van het kop-romp-type (met staartstuk) | Boerderij                 | 1865                    |                      | Dorpsstraat 78      | 52° 44' 24" NB, 4° 53' 52" OL | 511055 | Meer afbeeldingen |
| Schuur van boerderijcomplex, op het noordelijk deel van het erf, ten noorden van de koestal | Opslag                    | 1900-1930               |                      | Dorpsstraat bij 78  | 52° 44' 24" NB, 4° 53' 52" OL | 511056 | Upload foto |
| Prieel het boerderijcomplex, op het erf ten westen van de boerderij. Is oorspronkelijk afkomstig van een boerderij in De Weere | Tuin, park en plantsoen   | ca. 1905                |                      | Dorpsstraat bij 78  | 52° 44' 24" NB, 4° 53' 52" OL | 511057 | Upload foto |
| Pastorie van de Nederlands Hervormde gemeente | Kerkelijke dienstwoning   | 1867                    | A.T. van Wijngaarden | Dorpsstraat 120     | 52° 44' 16" NB, 4° 53' 36" OL | 511062 | Pastorie van de Nederlands Hervormde gemeente |